# Shari Headley
Shari Headley (15 de julho de 1964) é uma atriz americana. Headley fez sua estréia em The Cosby Show, em 1985. Desde então, sua carreira foi focada principalmente na televisão atuando. Ela talvez seja mais conhecida por interpretar o policial Mimi Reed Frye Williams na popular telenovela All My Children de maio de 1991 a abril de 1994, retornou brevemente em fevereiro 1995 e novamente a partir de junho de 2005 até sua última aparição em 14 de outubro de 2005.  Ela também atuou ocasionalmente na tela grande, e é bem conhecida nesta capacidade por seu papel de Lisa McDowell, Eddie Murphy é o interesse do amor na comédia Um Principe em Nova York. 
Em 2005 participou da série House MD no episódio "Kids" da 1ª temporada.
Headley se casou com o rapper e ator Christopher "Play" Martin em maio de 1993 e se divorciou em junho de 1995. Em abril de 1994, Headley deu à luz um filho: Skyler Martin.